# Воронин, Фёдор Иванович
Фёдор Ива́нович Воро́нин (род. 1828 или 1829, Сумский посад Кемского уезда Архангельской губернии—?) — русский мореплаватель и промысловик, старовер, участник спасения Австро-Венгерской полярной экспедиции в 1874 году, инициатор установления российского суверенитета над промыслами в арктических морях. Двоюродный дядя советского капитана дальнего плавания, первооткрывателя Северного морского пути В. И. Воронина.

## Становление
По собственным воспоминаниям Ф. И. Воронина, он начал ходить в море с 15 лет, сначала с отцом, потом — самостоятельно вёл промысел на Новой Земле. Лишь во время Крымской войны, когда в Белом и Баренцевом морях рыскали английские и французские эскадры, он не посещал Новую Землю.
К концу 1860-х годов Ф. И. Воронин стал одним из наиболее опытных русских промысловиков, владел шхуной «Святой Николай». Командир Архангельского порта князь Л.А. Ухтомский описывал при встрече в 1879 году это судно так: «Шхуна длиною около 90 фут. и поднимала грузу до 6 тыс. пуд. Оснастка была проста, проводка такелажа подручна, все сделано было из дешёвого материала. Трюм был чист и хорошо скреплен, словом, во всем было видно знание морского дела. Цена такой шхуны от 3-х до 5 тысяч руб. <…> После осмотра судна мы были приглашены в капитанскую каюту, где было приятно укрыться от холодного ветра. Каюта нагревалась обыкновенною голландскою кирпичною печкою; такие печи очень ровно держат тепло и тем практичнее металлических комельков. Эти печи имеют еще то преимущество перед комельками, что вполне безопасны от пожара».
Промыслом в Арктике занимался и брат Фёдора Ивановича Михаил.

## Установление российского суверенитета в Арктике
17(29) января 1869 года мещане Сумского посада Кемского уезда Архангельской губернии Михаил и Фёдор Воронины направили прошение в Министерство иностранных дел Российской империи, полученное 31 января (12 февраля). Они предлагали запретить норвежцам промысел в Белом и Карском морях, близ архипелага Новая Земля, островов Колгуев и Вайгач, и «сообщить через кого следует» норвежскому правительству о нежелательности промыслов в определенных ими местах подданных соединённых королевств Швеции и Норвегии.
Заявители указывали: «Жители поморского края Архангельской губернии постоянно и исключительно занимаются морскими промыслами на Мурманском российском берегу, а некоторые из них обращаются для звериной и рыбной промышленности к местностям островов — Новой Земли, Колгуева и Вайгача, и от таких единственно промыслов получают средства к своему существованию, не говоря о более разумном и более существенном развитии нашей звериной и рыбной промышленности, достигаемой всеми мерами и самим правительством… С недавних же времен, к сожалению, видим, что там точно также начали появляться и едва ли в меньшем против русских числе для производства промыслов норвежские подданные и это число их… каждый год видимо увеличиваясь, невольно охлаждает всякую охоту нашу к полезным для общего нашего блага предприятиям и подрывает наши справедливые выгоды тем еще более, что норвежцы выражают надежное предположение, что они, в короткое время устроив рыболовные снасти для промысла речных рыб, пересилят промышленность русских моряков».
Предложение Ворониных об установлении суверенитета России над арктическими промыслами было отослано в Морское министерство, Министерство финансов и Министерство государственных имуществ. Первое объявило, что готово защищать интересы рыбопромышленников в северных водах «лишь в таком случае, если бы оному предоставлены были особенные сверхсметные средства на содержание с этой целью специального крейсера». Минфин и МИД сообщили, что российское правительство «не может простирать притязания на исключительное право рыбной ловли в водах Карского моря и у островов Колгуева и Вайгача». Министерство госимуществ предложило подождать решения норвежского стортинга, который должен рассматривать вопрос об отмене или изменении закона 1853 года, ограничившего иностранные промыслы у Финмаркена.
В ответном письме Ворониным, посланном 3(15) мая 1869 года архангельскому губернатору, МИД сообщил, что «если есть, по-видимому, возможность требовать, чтобы Белое море было признаваемо, относительно рыбного промысла, закрытым морем, так как оно, до известной степени, может почитаться заливом и омывает одни только русские берега, то гораздо труднее применить то же требование к Карскому морю, которое с северной стороны открыто и, хотя прилегает исключительно к землям, принадлежащим империи, но к землям совершенно диким и необитаемым». Столичные чиновники также сообщили, что задачу пресечения иностранного промысла в русских водах может решить полицейское управление на Коле, которому, однако не предоставлены для решения этой задачи ни суда, ни ресурсы.
40 лет потребовалось царскому правительству, чтобы убедиться в справедливости предложений Ворониных: только в 1909—1910 годах оно прибегло к угрозе силы, чтобы остановить начавшуюся норвежскую колонизацию Новой Земли и определить границы территориальных вод применительно хотя бы к Белому и Баренцеву морям. До этого момента русские промысловики вынуждены были строить отношения с норвежцами на промыслах у берегов Новой Земли «по понятиям».

## Спасение Австро-Венгерской экспедиции

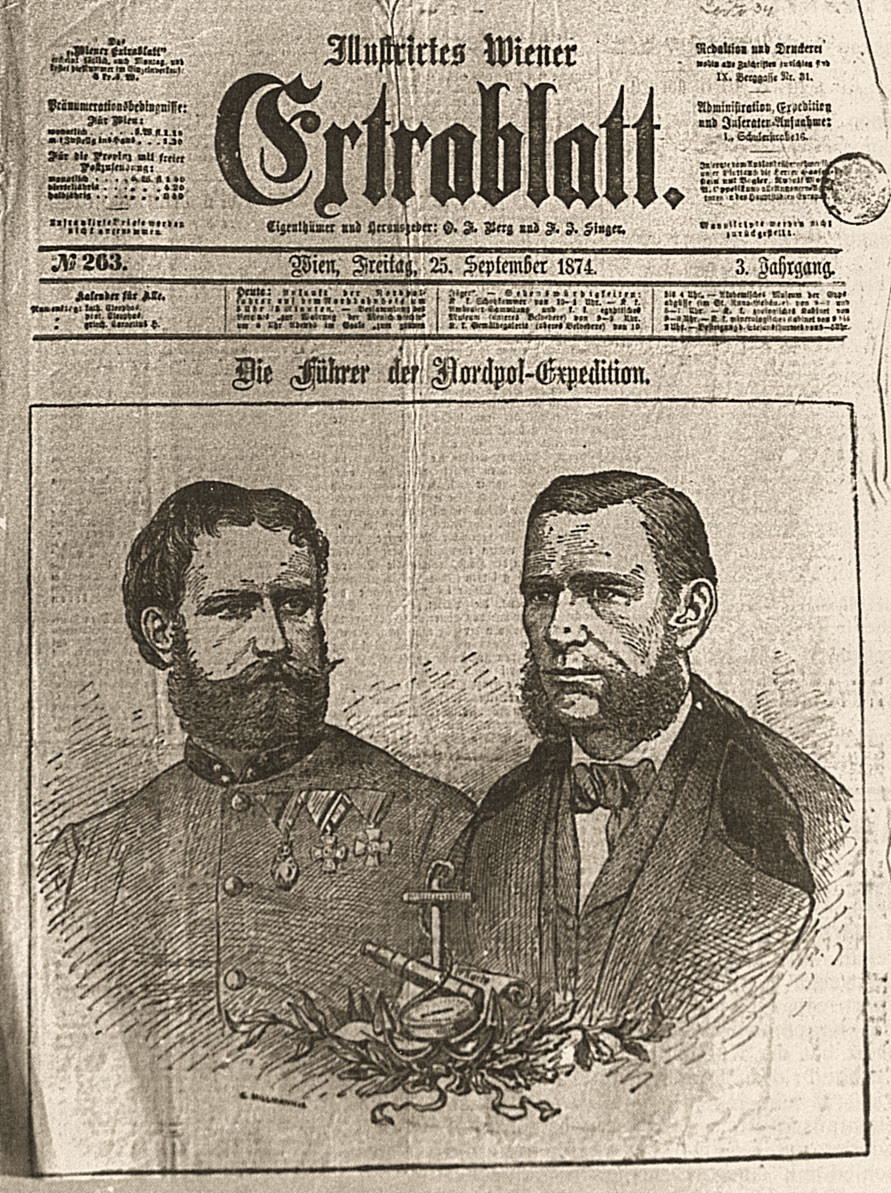
Юлиус Пайер (справа) и Карл Вейпрехт (слева) на обложке издания «Illustriertes Wiener Extrablatt» (25 сентября 1874 года)

Австро-Венгерская полярная экспедиция Юлиуса Пайера и Карла Вайпрехта имела целью прохождение Северного морского пути до Берингова пролива. 13 июня 1872 года оснащённая паровым двигателем баркентина «Адмирал Тегетгоф» вышла из германского порта Бремерхафен в Баренцево море. Однако очень скоро она была затёрта льдами у западного берега Новой Земли и начала дрейф, под постоянной угрозой быть раздавленным льдами и пойти ко дну.
Не имея данных об экспедиции, правительство Австро-Венгрии через посланника в России весной 1873 года передало воззвание к русским «китоловам и другим мореходцам», намеревающимся отправиться к Новой Земле, подключиться к поискам пропавшей экспедиции и пообещало за достоверные сведения или документы об этом премию 600 р. серебром. По указанию архангельского губернатора объявления в количестве 500 экз. были разосланы полицейским чиновникам всех приморских уездов для распространения между рыбопромышленниками, развешаны на пристанях Архангельска, на пароходах Беломорско-Мурманского срочного пароходства.
В мае Вейпрехт решил бросить затёртый льдами корабль и вернуться на лыжах и на лодках. 14 августа 1874 года участники экспедиции достигли открытого моря, по которому двинулись на 4 шлюпках.
12(24) августа шлюпки австрийской экспедиции встретились с лодкой с В. Евтюховым и И. Клевиным с промысловой русской шхуны «Святой Николай», стоявшей на якоре у становища «Пуховая река» с 4(16) августа 1874 года. Команда шхуны насчитывала 10 человек, из них два подростка. В ней состояли: шкипер Фёдор Воронин, гарпунер Максим Иванов, мещане Сумского посада Василий Евтюхов, Пётр Тарасов, Николай Демидов (16 лет), Иван Клевин с сыном Семёном 12 лет, карел Нефед Цылоев, Лазарь Мехин, Иван Навагин.
Именно «Пуховая река» была последней надеждой Ю. Пайера, ожидавшего встретить там кого-либо из промысловиков. Если бы не «Святой Николай», экспедиции пришлось бы продолжить плавание на шлюпках сначала вдоль берегов Новой Земли, потом — вдоль материка к западу, в то время как продовольствие было на исходе.
По воспоминаниям Ю. Пайера, русские накормили их олениной, рыбой, хлебом, маслом, угостили водкой. Потом австрийцы посетили другую русскую шхуну, стоявшую неподалеку. К. Вайпрехт и Ю. Пайер договорились с капитаном «Святого Николая» Ф. И. Ворониным о доставке экспедиции в Вардё за 1200 р. серебром и обещая передать три экспедиционных шлюпки из четырех, а также пару ружей Лефоше.
14(26) августа «Святой Николай» взял курс на Норвегию.
По пути шхуна выдержала в море сильный шторм, о котором Пайер написал: «27 и 28 августа море было бурным. Ветер с северо-востока гнал огромные валы прямо на наш корабль. При виде их мы пробовали себе представить, что сталось бы с нами в наших маленьких лодчонках, если бы мы отправились в них этим же путём!»
22 августа (3 сентября) «Святой Николай» доставил экспедицию в г. Вардё. Там первооткрыватели Земли Франца-Иосифа подарили на память русским патроны, жестяные котелки, металлические ложки, а в ответ получили шкуры белых медведей — наиболее ценную часть их добычи на Новой Земле.
Ф. И. Воронин был награждён австрийским правительством «золотым крестом за заслуги с короною» и денежной премией, а В. Евтюхов и И. Клевин получили серебряные кресты. По представлению министра финансов Российской империи император Александр II наградил Воронина серебряной медалью «За усердие» для ношения на шее на Аннинской ленте, а Евтюхову и Клевину «за подвиги человеколюбия» были пожалованы серебряные медали «За спасение погибавших» для ношения на груди на Владимирской ленте. Прочие 7 членов экипажа шхуны, в том числе и 12-летний юнга Семён Клевин, получили «денежные выдачи по 50 руб. на каждого».

## Суд в Вардё
В 1875 году «Святой Николай» вёл удачный промысел белухи, добыв 325 шт и с помощью другого суда доставив груз в Вардё. Однако при реализации товара Воронина попытался обмануть комиссионер гамбургской компании Антон Гольба. Он предложил в оплату гораздо меньше оговорённой суммы и пытался надавить на контрагента с помощью специально приглашенного из Хаммерфеста адвоката, угрожая не заплатить вообще ничего. Находясь в чужой стране, Воронин решил судиться, нанял адвоката из Вадсё Иоргена Винда и выиграл дело. После подачи противником апелляции Ф. И. Воронин «продал дело это тамошнему купцу Николаю Бродкорбу за 3000 руб.» и отбыл на родину.

## Доклад в Петербурге
Осенью 1876 года Фёдор Иванович снова попытался привлечь внимание общественности к проблеме конкуренции с норвежцами на Новой Земле, выступив с докладом в Санкт-Петербургском отделении Императорского Общества для содействия русскому торговому мореходству. Он указал, что норвежцы «обыкновенно приходят туда тремя месяцами ранее нас, русских, когда Белое море еще не очистилось от льдов, особенно между Терским и Зимним берегами, а это продолжается иногда до июня месяца, мы не имеем возможности выйти из Белого моря на Новую Землю. Между тем как норвежцы, пользуясь всегда открытым морем <…> выходят тремя месяцами ранее нас к Новой Земле и выбивают и разгоняют всех зверей».

## Общественная деятельность и признание
Ф. И. Воронин участвовал в создании первой и самой северной в России спасательной станции на Новой Земле, куда в 1876 году он доставил избу и другое имущество.
Зимой 1883/1884 года Ф. И. Воронин отправил в подарок императору Александру III двух белых медведей, за что в ответ получил в январе 1884 года золотые часы с цепочкой.